# Worst Week
Worst Week is een Amerikaanse sitcom op de Amerikaanse televisiezender CBS van Mark Bussell & Justin Sbresni. De start van het programma was op 22 september 2008. De serie is gerelateerd aan de Britse sitcom The Worst Week of My Life. Deze Britse versie is te zien op BBC America.
De acteurs die in deze serie spelen zijn Kyle Bornheimer, Erinn Hayes, Nancy Lenehan, Jay Malone & Kurtwood Smith.